# Sofiane Briki
Sofiane Briki (Le Havre, 15 de abril de 1999) es un baloncestista francés que pertenece a la plantilla del Saint-Chamond Basket de la LNB Pro B.  Con 1,93 metros de estatura, juega en la posición de escolta. 

## Trayectoria deportiva
Formado en la cantera del ASVEL Lyon-Villeurbanne, en 2014 formó parte de su equipo juvenil que disputó el Torneo Ciutat De L'Hospitalet, antes de firmar por el Centre Fédéral de Basket-Ball de la NM1, la tercera división de su país, donde jugaría durante tres temporadas.
En la temporada 2017-18, regresa al ASVEL Lyon-Villeurbanne para jugar en su filial, el Espoirs Asvel. Con el primer equipo disputaría 11 partidos en la LNB Pro A y un encuentro de Eurocup. Sofiane permanecería una segunda temporada en el ASVEL Lyon-Villeurbanne con el que disputaría 23 partidos en la LNB Pro A.
En la temporada 2020-21, firma por el Saint-Chamond Basket de la LNB Pro B francesa.
En la temporada 2021-22, firma por el Alliance Sport Alsace de la LNB Pro B francesa.
En la temporada 2023-24, firma por el Strasbourg IG de la LNB Pro A francesa.
El 1 de marzo de 2024, firma por el Club Melilla Baloncesto de la Liga LEB Oro.
El 18 de junio de 2024, firma por el Saint-Chamond Basket de la LNB Pro B.